# Kudowa-Zdrój
Kudowa-Zdrój (udtale: [kuˈdɔva ˈzdrui̯]; tysk: Bad Kudowa, tjekkisk: Chudoba), eller bare Kudowa  er en by  i  den sydøstlige del af  Voivodskabet Nedre Schlesien i det sydvestlige Polen.  Byen  har 9.627(2021) indbyggere og et areal på 34 km².  Den er en del af   powiatet (amt) Kłodzko. Den ligger ved ved den polsk-tjekkiske grænse, lige overfor den tjekkiske by Náchod, omkring 40 km vest for polske by Kłodzko og 140 km fra Prag.

## Historie
Kudowa-Zdrój er en af de ældste europæiske kurbyer, hvor hjerte- og sygdomme i kredsløbssystemet blev behandlet. Området i centrum har en park, der er indrettet efter  17. århundredes stil, med eksotiske planter og et mineralvandsfaciliteter. 
Byen har adskillige historiske  og kulturarvssteder såsom kraniekapellet i Czermna-distriktet i Kudowa, et benhus indeholdende knogler eller skeletrester fra tusinder af mennesker. Det er et af få af sin slags i Europa. Et andet sted er Basilica of Wambierzyce, med tilnavnet "Schlesiske Jerusalem", og en af de mest populære katolske pilgrimssteder  i Polen.
Det nævnes første gang i et dokument af Henrik den Ældre (1448-1498), søn af den hussitiske tjekkiske konge Georg af Podiebrad. Det oprindelige navn på landsbyen var Lipolitov, men i midten af 1500-tallet blev den ændret til Chudoba, senere Kudoba (Cudoba i det 19. århundrede), Bad Kudowa og til Kudowa-Zdrój i 1945.
Den ældste del af Kudowa er Czermna, der går tilbage til det 16. århundrede. Den første optegnelse om  mineralvand i området stammer fra 1580 fra Ludvig af Náchods krøniker under navnet Cermenske Lazne. I 1625 (eller, som nogle kilder siger, så tidligt som i 1621), skrev G. Aelurius, en protestantisk luthersk munk, i sit værk "Glaciografia" om den gode smag af mineralvandet fra Kudowa.
I 1847 blev Kudowa besøgt af 300 patienter. I 1850 lavede Adolf Duflos en kemisk analyse af de lokale vande og hævdede, at de havde helbredende træk. Den lokale læge J. Jacob hjalp med at etablere forestillingen om, at Kudowa er et kurbad, der hjælper hjerterelaterede sygdomme, hvilket havde en betydelig indvirkning på antallet af mennesker, der besøgte byen. I 1900 besøgte  4.150 mennesker kurbadene.

## Galleri
- Spa Park i Kudowa-Zdrój
- Zameczek sanatorium og park
- Pumperum
- Orion Hotel
- St. Catherine's kirke
- Stołowebjergene Nationalpark ligger tæt ved Kudowa